# شقراء قانونية (رواية)
شقراء قانونية (بالإنجليزية: Legally Blonde) هي رواية كوميدية صدرت عام 2001 للكاتبة الأمريكية أماندا براون،  مع إقراض بحقوق الطبع والنشر من بريجيد كيريجان.
كانت الرواية أساس فيلم شقراء قانونيا عام 2001 الذي لعبت دور البطولة فيه ريس ويذرسبون. بالإضافة إلى الفيلم الموسيقي لعام 2007 وفيلم الشقراوات قانونيا لعام 2009.
استندت الرواية إلى تجارب براون أثناء التحاقه بكلية الحقوق بجامعة في ستانفورد.
يُعد الفيلم أيضًا أساس سلسلة من الروايات الخيالية للشباب البالغين التي تتميز بشخصية إيل وودز التي كتبها ناتالي ستاندفورد.

## القصة
إيل وودز، رئيسة نادي نسائي شقراء في جامعة جنوب كاليفورنيا، مغرمة بعمق بحبيبها وارنر هنتنغتون الثالث. عندما التحق وارنر بكلية الحقوق بجامعة ستانفورد سعي إلى إيجاد فتاة أكثر جدية من إيل لتكون عروسه، تخطط إيل لاتباعه هناك لاستعادته.